# Лещиловский Пётр Викентьевич
Пётр Викентьевич Лещиловский — экономист, профессор, доктор экономических наук

## Биография
Родился на хуторе недалеко от деревни Хвоево 17 июля 1938 года в Польской республике (в наст. время — Минская область, Несвижский район, Республика Беларусь).
В школу ходил в соседнее местечко Снов, которую закончил в 1956 году. Любимым предметом называл математику. В семье был третьим по счёту ребёнком, имел четверых братьев (Виктора, Зенона, Константина и Иосифа). Высшее образование получил в Белорусской государственной сельскохозяйственной академии. Свою трудовую деятельность начал литературным сотрудником районной газеты «Чырвоны сцяг». С 1964 года работал редактором издательства «Ураджай». С 1967 года работал начальником отдела пропаганды патентной службы и связей с зарубежными странами Министерства сельского хозяйства Республики Беларусь.
В 1973 году защитил кандидатскую диссертацию. С 1977 года работал в БелНИИ экономики и организации сельского хозяйства заведующим отделом научно-технической информации, а с 1979 года — заведующим сектором систем ведения сельского хозяйства. В 1991 году назначен зам. начальника Главного научно-организационного управления Академии аграрных наук Республики Беларусь, а с 1997 года — главным специалистом Секретариата Верховного Совета Республики Беларусь. В 1998 году защитил докторскую диссертацию на тему: «Формирование и использование трудовых ресурсов сельского хозяйства в условиях перехода к рынку (теория, методология, практика)».
С 1999 года по 2007 год работал на должности зав. кафедрой экономики и управления предприятиями АПК БГЭУ, с 2007 года — профессором кафедры. По результатам исследований опубликовано более 185 работ объёмом свыше 395 печатных листа. Петр Викентьевич внёс значимый вклад в развитие отечественной экономической науки, проводил исследования в области формирования и использования трудовых ресурсов и производственного потенциала АПК Республики Беларусь.